# کانگ هیونگ سوک
کانگ هیونگ سوک (کره‌ای: 강형석؛ زادهٔ ۱ ژانویه ۱۹۹۲) بازیگر اهل کره جنوبی است. او به خاطر ایفای نقش در دو دو سل سل لا لا سل(۲۰۲۰), دهکده ساحلی چاچاچا (۲۰۲۱) و گمشده (۲۰۲۱) شناخته می‌شود.

## فیلم‌شناسی

### مجموعه تلویزیونی
| سال       | عنوان                | عنوان           | نقش             | منابع |
| سال       | فارسی                | کره‌ای           | نقش             | منابع |
| --------- | -------------------- | --------------- | --------------- | ----- |
| ۲۰۱۹–۲۰۲۰ | سقوط بر روی تو       | 사랑의 불시착   | سرباز کره شمالی | [ ۳ ] |
| ۲۰۲۰      | کلاس ایته‌‌وون         | 이태원 클라쓰   | نقش کوتاه       | [ ۴ ] |
| ۲۰۲۰      | دکتر رمانتیک ۲       | 낭만닥터 김사부 | نقش کوتاه       | [ ۵ ] |
| ۲۰۲۰      | دو دو سل سل لا لا سل | 도도솔솔라라솔  | آن جونگ هو      | [ ۵ ] |
| ۲۰۲۱      | دهکده ساحلی چاچاچا   | 갯마을 차차차   | چوی اون چول     | [ ۶ ] |
| ۲۰۲۱      | گمشده                | 인간실격        | جون هیوک        | [ ۷ ] |
| ۲۰۲۲      | عشق قراردادی         | 월수금화목토    | وو کوانگ نام    | [ ۸ ] |